# 刘山阳
刘山阳（5世纪—500年12月24日），南朝齐武将。南齐末年，他奉命讨伐起兵的雍州刺史萧衍，却在萧衍设计下被行荆州府州事萧颖胄诱杀。

## 生平

### 抵抗北魏
永泰元年（498年）三月，北魏攻打南齐的雍州（侨置州，治襄阳），沔北的南陽、新野、南鄉、北襄城及西汝南、北義陽各郡失陷，度支尚书崔慧景、太子中庶子萧衍战败，与军主前宁州刺史董仲民、刘山阳、裴颺、傅法宪等率五千余人聚集在邓城，魏军数万骑杀到，齐军登城拒守。崔慧景等率军逃遁，魏军从北门杀入，刘山阳与部曲数百人断后死战，魏军遣铠马百余匹突出直取刘山阳，刘山阳命射手还击，射三人落马，刘山阳手杀十余人，不能制止，且战且退。傅法宪阵亡，齐军多互相践踏死于沟渠，刘山阳取棉袄和兵器填沟渠才得以逃脱。北魏孝文帝率军追杀，申时（下午三到五点）追杀到沔水，围攻刘山阳。刘山阳据樊城苦战，至黄昏时杀退魏军。

### 平定内乱
四月，大司马会稽太守王敬则作乱。五月，齐明帝诏前军司马左兴盛、后军将军崔恭祖、直阁将军刘山阳、龙骧将军、马军主胡松在曲阿长冈筑垒防御。王敬则急攻左兴盛、刘山阳的营垒，齐军不敌，想撤退，却被王敬则围住，只能死战。胡松引骑兵突袭王敬则后方，王敬则兵败被杀。刘山阳因功封湘阴县男，食邑二百户，进阶为辅国将军，食邑后加为四百户。
永元元年（499年），始安王萧遥光作乱，当时中兵参军刘山阳在荆州，副将潘绍想作乱，被荆州刺史西中郎将皇弟南康王萧宝融司马新兴太守夏侯详诱杀。

### 中计被杀
二年（500年）十一月，雍州刺史萧衍举兵，齐帝萧宝卷命辅国将军、巴西梓潼二郡太守刘山阳率兵三千赴任，会合行荆州府州事萧颖胄的军队袭击雍州治所襄阳。刘山阳出发时说，即使朝廷以白虎幡追回，他也不回去了，并带着家室、妾、歌妓赴任。萧衍知道后，派参军王天虎去荆州治所江陵，给各州府写信声称刘山阳是要一并袭击荆州和雍州，并写信劝萧颖胄一同起兵，萧颖胄犹豫未决。刘山阳到巴陵，萧衍又令王天虎送信给萧颖胄及其弟南康王友萧颖达，但信中只寫了「天虎口具」，即由王天虎口述，而萧衍事先并未嘱咐王天虎如何口述。萧衍对堂舅谘议参军张弘策说，待萧颖胄看了信，问王天虎要「口具」甚麼，王天虎就无话可说，而王天虎也是萧颖胄的心腹，刘山阳一定会猜疑萧颖胄与王天虎有所密谋，令萧颖胄无法澄清自己，只能跟随萧衍一同举兵。
刘山阳到江安，果然生疑，徘徊十余日不与萧颖胄合兵。有传言刘山阳谋杀萧颖胄。萧颖胄召城局参军席阐文、咨议参军柳忱秘密商议，席阐文建议斩杀王天虎取信于刘山阳，再杀了刘山阳。柳忱说刘山阳不是萧衍的对手，一旦刘山阳兵败，荆州难辞其咎，也同意诱杀刘山阳。萧颖达也劝萧颖胄听从。萧颖胄知道王天虎与刘山阳相识，就杀了王天虎，将其首级送给刘山阳，并作态要攻打襄阳。刘山阳大喜，率步骑数百到荆州，到江津后，单车白服，带着左右数十人拜见萧颖胄。萧颖胄派席阐文率军守城门，前汶阳太守刘孝庆、前永平太守刘熙晔、铠曹参军萧文照、前建威将军中兵参军陈秀、辅国将军孙末等伏兵城内，等刘山阳的车入门，就关门袭击刘山阳，刘山阳的车辕被闸门折断。刘山阳跳车而逃，陈秀拔戟追杀，在门外斩杀刘山阳。副军主李无履收余众请求投降。萧颖胄遣使者蔡道猷将刘山阳首级送给萧衍，与萧衍一同举兵。

### 后续
十二月，萧宝卷得知刘山阳死讯，下诏发兵讨伐荆雍联军，追赠刘山阳宁朔将军、梁州刺史，遣骁骑将军薛元嗣、制局监暨荣伯率军会合郢州刺史张冲拒敌。薛元嗣等担心步刘山阳后尘，怀疑张冲，直到荆雍联军逼近了，才进入郢州合兵。同月，萧颖胄、夏侯详发檄文声讨萧宝卷，称刘山阳助昏君为虐，已经被杀。三年（501年）二月，萧宝融被荆雍联军推为相国，再发檄文到京城建康声讨萧宝卷，称刘山阳受小人之命图谋二州而伏诛。
先前崔慧景起兵拥戴皇弟江夏王萧宝玄，萧宝玄先杀死崔慧景的使者，后又杀死萧宝卷派来助守的司马孔矜等而与崔慧景同谋，事败皆死。同年萧宝融登基为齐和帝后，崔慧景子宁朔将军崔偃上疏认为萧宝玄杀崔慧景使者谋杀孔矜正与萧颖胄杀王天虎诱杀刘山阳相似，请求为崔慧景平反。和帝同意，但崔偃随即被下狱而死。
萧衍建立南梁后，在作《净业赋（并序）》及在天监五年（506年）写《手书与萧宝夤（天监五年）》意图劝说投魏的萧宝卷弟、萧宝融兄建安王萧宝夤南归时，仍称自己起兵是被刘山阳图谋而不得已。